# Jacques Coutrot
Jacques Coutrot (Párizs 17. kerülete, 1898. április 10. – Mormant, 1965. szeptember 17.) olimpiai és világbajnok francia tőr- és párbajtőrvívó, sportvezető, 1949–1952 között a Nemzetközi Vívószövetség elnöke.